# Conacul urban de pe str. Mitropolit Gavriil Bănulescu-Bodoni, 10 (Chișinău)
Conacul urban de pe str. Mitropolit Gavriil Bănulescu-Bodoni, 10 este o clădire amplasată pe str. Mitropolit G. Bănulescu-Bodoni, 10 în Chișinău, Republica Moldova. Este un monument arhitectural de importanță națională inclus în Registrul monumentelor Republicii Moldova ocrotite de stat cu nr. 256 (municipiul Chișinău). Datează din jum. II a sec. XIX.